# Авдєтово
Авдєтово (рос. Авдетово) — присілок у Кіриському районі Ленінградської області Російської Федерації.
Населення становить 4 особи. Належить до муніципального утворення Будогощенське міське поселення.

## Історія
Згідно із законом від 1 вересня 2004 року № 49-оз органом  місцевого самоврядування є Будогощенське міське поселення.

## Населення
| 1879 | 1910 | 1997 | 2002 | 2007 | 2010 | 2017 |
| ---- | ---- | ---- | ---- | ---- | ---- | ---- |
| 7    | ↗8   | ↘7   | ↘5   | ↘4   | ↗6   | ↘4   |